# Közös Hullámhossz Hírszolgálat
A  Közös Hullámhossz Hírszolgálat az  első veszélyhelyzeti ideiglenes közösségi rádió Magyarországon.

## Indulása
2010. október 4-én, 12.25-kor átszakadt az egyik ajkai zagytározó gátja, erősen lúgos folyadékkal és a vörösiszappal elárasztva Kolontár, Devecser és Somlóvásárhely térségét. Az érintett települések lakosságának helyi tájékoztatására és közösségi életének a katasztrófában történő segítésére civil közösségi összefogással a Szabad Rádiók Magyarországi Szervezete egy rádióállomást indított előbb Ajka, majd Devecser központtal. Az indulásban alapvető segítséget jelentett, hogy a szomszédos város, Ajka egyik online rádiós csapata felajánlotta segítségét: helyismeretét, stúdióját és emberi erőforrásként teljes csapatát a kívülről érkezett közösségi rádiósoknak az új állomás elindításában és üzemeltetésében. A katasztrófa második napján megszólalt a Közös Hullámhossz Hírszolgálat a Best Rádió stúdiójából, a helyiek és az ország közösségi rádiósai legjobbjainak segítségével akik néhány naponta váltják egymást. Október 9-én reggel a devecseri plébános, Mód Miklós helyet adott egy stúdiónak a plébánián. A belügyminiszter épp akkor adta ki, hogy a lakosságot kétóránként tájékoztatni kell, csak épp eszköz nincs rá, leszámítva a hangszórós autókat, amik járták ugyan az utcákat, de amelyek szava annyira torz volt, hogy érteni nem lehetett, mit mondtak be. Október 10-én a Devecseren használandó új frekvenciát hagyományos „szkenneléses” módszerrel egy rádiós kolléga választotta ki. Devecser az adásidő nagy részében átvette az Ajkán készülő műsort a plébánia internetkapcsolatát használva. A devecseri helyi hírek úgy jutnak adásba, hogy azokat a devecseri stúdió elküldi az ajkaiaknak, akik adásba szerkesztik.  Devecserben előbb a plébánia padlásán, majd a templomtoronyban volt az adó. 

## Fő időszaka
A rádió(k) működtetésében kb. 60 fő vett aktívan részt. 
November 10–30. között gyakoriak voltak a kimaradások az FM adásban, különösen éjszaka.  
November 15.: Hajnali műsor indul a plébános kérésére: a reggel munkába indulók eddig csak zenét és a biztonsági tanácsokat hallgathatták.  
November 21.: A rendkívüli frekvenciaengedélyt még egy hónappal meghosszabbítják. November 22. és 28. között szól a rádió a helyi kábeltévén is. 

## Megszűnése
Az utolsó hetekben a pázmányos diákok közül néhányan újra vállalnak napokat, hogy valaki legyen a stúdióban, de ez legfeljebb arra volt elegendő, hogy a zenék között egy-két óránként friss híranyagok is elhangozzanak, valamint az egyre gyakoribb, immár napi miseközvetítések, és a lakossági fórumok átvétele rendben adásba kerüljön. Konfliktusok éleződnek a Best Rádióval. A frekvenciaengedély lejártának napján már csak karácsonyi zene és óránként hírek mennek felvételről. December 21-én éjfél előtt a szerkesztők elbúcsúztak a hallgatóktól, éjfélkor leáll az adás. Másnap a technikai felszerelést elszállították Budapestre. Az adás online sem folytatódott. 